# رنگینک فوربس
رنگینک فوربس (نام علمی: Lonchura forbesi) یا سهره ریز نیو ایرلند، گونه‌ای از سهرگان ریز است که در پاپوآ گینه نو زادآوری می‌کند. گستره جهانی آن بین ۲۰٬۰۰۰ تا ۵۰٬۰۰۰ کیلومتر مربع (۷٬۷۰۰ تا ۱۹٬۳۰۰ مایل مربع) برآورد می‌شود. در زیستگاه علفزار خشک نیمه‌گرمسیری یا دشت گرمسیری یافت می‌شود. وضعیت گونه به عنوان کمترین نگرانی ارزیابی می‌شود.